# Гуа бао
Гуа бао — різновид булочки, яка має форму листя лотоса та начинена м'ясом зі спеціями. Гуа бао походить від фуцзянської кухні Китаю, але сьогодні воно поступово зникає в провінції Фуцзянь. Це також популярна закуска в Тайвані, Сінгапурі, Малайзії, Філіппінах і китайському кварталі Нагасакі в Японії.

## Опис
Гуа бао готується з дріжджового тіста з пшеничної муки.
Воно розкачується у вигляді довгого овалу товщиною 6–8 см.та складається навпіл, між частинами прокладається папір або сторони, що стикаються, змочуються олією. Булочка проварюється на пару. Потім між двома її частинами закладається начинка. Вона складається із скибочок тушкованого м'яса та приправ, як правило, з суан каю (маринована гірчиця), коріандру і зелені. М'ясо тушкують близько чотирьох-п'яти годин у кістковому бульйоні. Готову страву щільно посипають товченим арахісом.
Інгредієнти, які можна додавати до начинки:
- Ковбаса
- Дикий рис
- Маринований перець чилі
- Темпура
- Качине філе
- Смажені яйця
- Куряча котлета
- Смажена риба
- Свинина на грилі
- Маринована свинина
- Гриби Еринги
- Курка теріякі
- Яловичі фрикадельки
- Яловичий язик.

## Етимологія
Гуа (кит.: 割/刈) тайванською мовою означає різати, обертаючи ножем. Бао означає «булочка». У деяких частинах Тайваню гуа боа відомий як hó͘-kā-ti (кит.: 虎咬豬) що в перекладі з тайванської «тигр кусає свиню» бо форма страви нагадує рот з їжею. Крім того, китайською тигр вимовляється як «фу», що схоже на «щастя», тому жителі Тайваню вірили, що ця їжа приносить удачу, оскільки вона «добре тримає долю». Крім того, форма булочки нагадує півмісяць та гаманець, що символізує висмоктування або притягування грошей і розглядається як «їжа на удачу».

## Історія

### В Азії

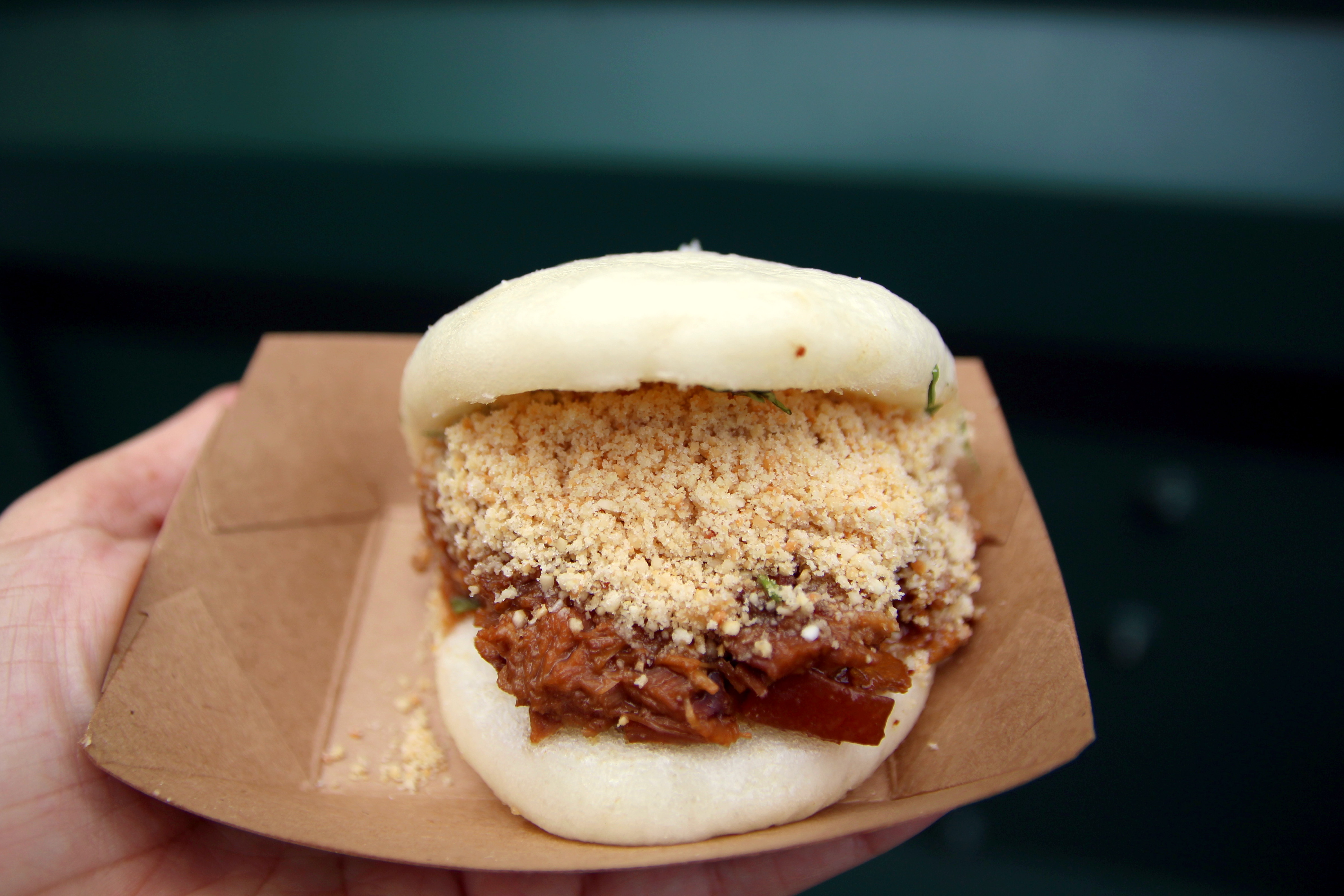
Гуа боа, Тайвань

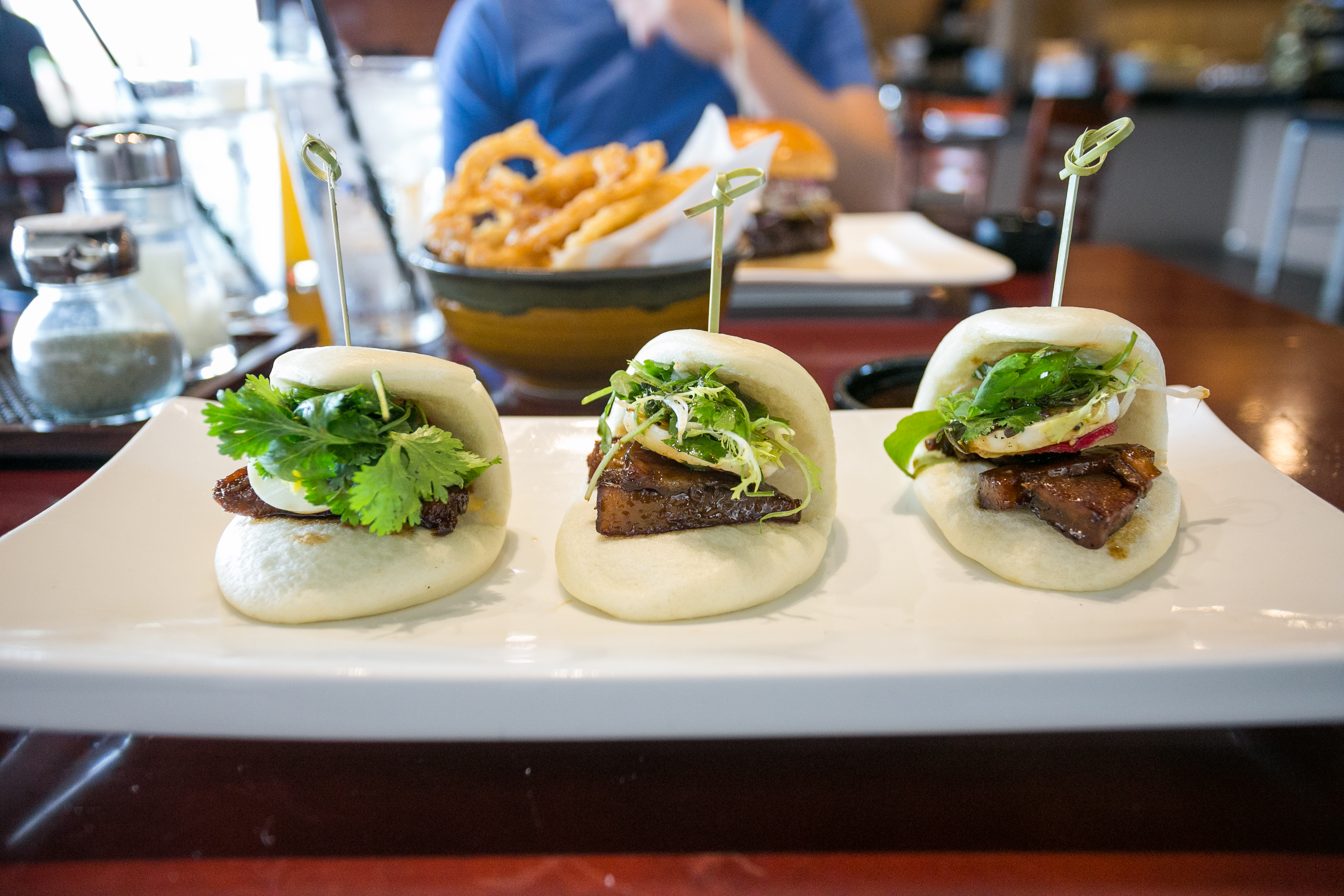
Гуа боа (ча бао) зі шпажками

Гуа бао походить із прибережних районів провінції Фуцзянь у Китаї. Кажуть, що він походить з міст Цюаньчжоу або Фучжоу. У Цюаньчжоу гуа бао святкують вихід доньки заміж. У Цзіньцзяні, округ Цюаньчжоу, є подібна вегетаріанська страва, у якій свинину замінюють арахісовою пастою, а хліб запікають в глиняній печі, схожій на тандир.
Вважається, що на Тайвань гуа бао завезли китайські іммігранти з Фучжоу на початку ХХ століття. Але через коштовну свинину та борошно ця страва стала популярною вуличною їжею лише в 1970-х роках. Спочатку на Тайвані гуа бао часто їли з супом Сішен. Пізніше почала з'являтися традиція їсти страву з крафтовим пивом або ігристим вином. Зараз гуа бао часто пропонують на нічних ринках.
У Гонконзі вони відомі як ча бао (叉包), що означає «булочки з виделкою», оскільки булочку зазвичай проколюють бамбуковою шпажкою, щоб начинка залишалася на місці.
У Сінгапурі та Малайзії ця страва популярна серед громади народу Хокло, де вона відома як конг бак пау (переклад: Свинячі булочки).
На Філіппінах гуа бао можна скуштувати у китайських ресторанах по всій країні.

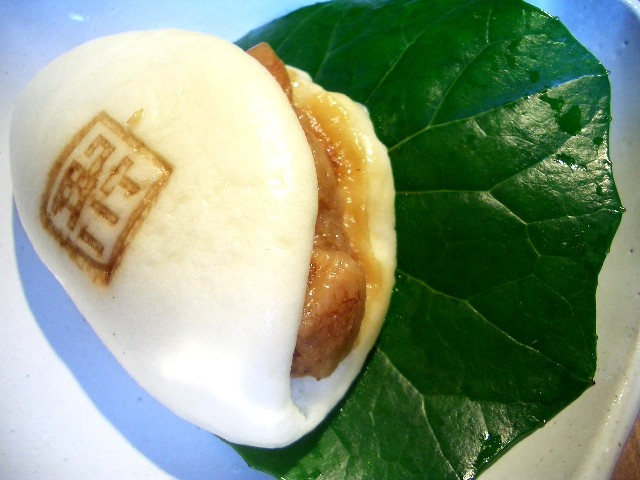
Какуні манту

В Японії гуа бао називають какуні манту (м'ясні булочки на пару) і продають як китайську закуску. Вони є фірмовою стравою китайського кварталу Нагасакі. Історично між Фучжоу та Нагасакі були історичні відноси, в Нагасакі протягом століть переселялись китайці.

### На Заході
Гуа бао став популярним на початку 2000-х років на Заході через ресторани Momofuku. Його рецепт Момофуку народився завдяки відвідуванню Пекіну та знайомством зі стравою, в якій пекінську качку подавали у булочці, а не на традиційних весняних млинцях.
У Нью-Йорку є велика діаспора китайців і гуа бао є популярною стравою, яку продають у ресторанах разом з іншими культовими стравами Фучжоу, такими як рибні кульки Фучжоу та свинина з лічі.
Багато європейських ресторанів почали пропанувати гуа бао разом зі своїми стравами рамен через вплив Момофуку, але помилково вважали гуа бао японським продуктом харчування.
Було розроблено багато нових «гуа бао», які включають не китайську начинку, наприклад, кімчі або карааге. Хоча технічно це зовсім не гуа бао, оскільки вони не включають свинячого м'ясу, в Китаї таку їжу вважають за бутерброд (хе є бао).